# Coccophagus pallidis
Coccophagus pallidis är en stekelart som beskrevs av Huang 1980. Coccophagus pallidis ingår i släktet Coccophagus och familjen växtlussteklar. Inga underarter finns listade i Catalogue of Life.